# Masters de París 1973
El Abierto de París 1973 fue un torneo de tenis jugado sobre moqueta. Fue la edición número 5 de este torneo. Se celebró entre el 29 de octubre y el 4 de noviembre de 1973. 

## Campeones

### Individuales masculinos
Ilie Năstase vence a  Stan Smith 4–6, 6–1, 3–6, 6–0, 6–2.

### Dobles masculinos
Juan Gisbert /  Ilie Năstase vencen a  Arthur Ashe /  Roscoe Tanner, 6–2, 4–6, 7–5.
| Predecesor: París 1972 | Masters de París 1973 | Sucesor: París 1974 |